# 高野辰之記念館
高野辰之記念館（たかのたつゆききねんかん、英語: Tatsuyuki Takano Memorial Hall）は長野県中野市にある高野辰之の記念館。中野市が「中野市高野辰之記念館条例」に基づき運営している。2016年（平成28年）6月4日に当時の明仁天皇・皇后が来館した。

## 概要
高野辰之記念館は国文学者・高野辰之に関する資料の収集・保管・展示と、芸術文化の振興のため、中野市により設置された。高野が学び、また教鞭をとった小学校を活用した記念館で、展示室には小学校から師範学校時代を中心に、生涯や主著、各種の資料、研究成果、故郷の風景を歌った有名な唱歌の数々が紹介されている。
1991年に豊田村が村営施設として開設。豊田村は2005年に中野市と合併し、中野市の中山晋平記念館と合わせて紹介されるようになったことから、入場者が前年比1.5倍の1万9674人に急増した。

## 利用情報

### 観覧料
- 一般300円（20人以上団体230円）
- 高校生以下150円（20人以上団体100円）

### 開館時間
- 午前9:00 - 午後5:00（3月 - 11月）
- 午前9:30 - 午後4:00（12月 - 2月）

### 休館日
12月 - 3月は祝日以外の月曜日、12月29日 - 1月3日（4月 - 11月は無休）

## 交通
- 自動車：上信越自動車道豊田飯山ICから3～5分